# Pike County (Indiana)
Pike County is een county in de Amerikaanse staat Indiana.
De county heeft een landoppervlakte van 871 km² en telt 12.837 inwoners (volkstelling 2000). De hoofdplaats is Petersburg.

## Bevolkingsontwikkeling

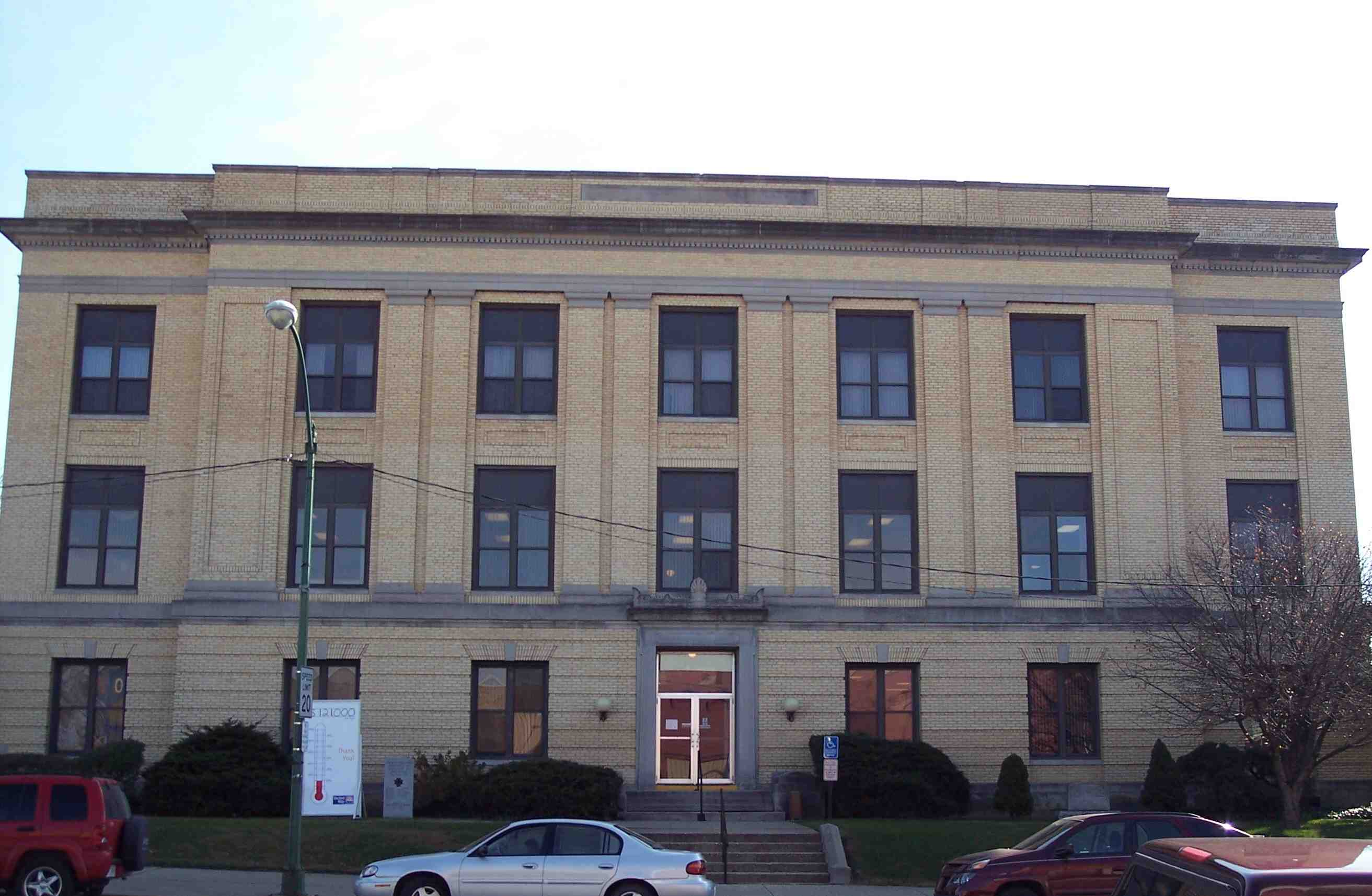
Pike County Courthouse